# Наступ Талібану (2021)
Наступ Талібану 2021 року — наступальна операція проти збройних сил Афганістану, почата бойовиками Талібану 1 травня 2021 року після оголошення про остаточний вихід військ НАТО з країни.

## Передумови
У вересні 2020 року понад 5000 ув'язнених талібів, 400 з яких були засуджені зокрема за вбивства, були звільнені урядом Афганістану в рамках Доської угоди між США та талібами. За даними Ради національної безпеки Афганістану, багато звільнених в'язнів повернулися на поле бою на боці талібів.
29 квітня США та НАТО почали виводити війська з Афганістану, президент США Джо Байден до цього повідомив про плани виведення військ до 11 вересня.

## Перебіг подій

### Травень
На початку місяця таліби захопили 15 районів у провінції Вардак. Загинуло 405 службовців ЗС Афганістану і 260 цивільних.

### Червень
Таліби зайняли 69 районів в провінціях Кундуз і Баглан. Велике місто Мазарі-Шариф було оточене. Таліби підняли свої прапори на всіх постах уздовж кордону з Таджикистаном, понад 1,5 тис. афганських прикордонників врятувалися від розправи, сховавшись на території Таджикистану.
В кінці червня таліби почали бойові дії в провінції Парван поруч з Кабулом.

### Липень
2 липня останні солдати НАТО покинули авіабазу Баграм. 4 липня таліби підняли свої прапори на кордоні з Пакистаном.
6 липня Пакистан закрив прикордонний перехід із Афганістаном.
До вечора 12 липня таліби закріпилися ще в 55 районах, взявши під контроль 85 % території Афганістану. Влада країни стверджувала, що повернула контроль над усіма містами, атакованими Талібаном.
24 липня уряд Афганістану запровадив комендантську годину в 31 провінції, щоб запобігти пересуванню талібів. Обмеження діяли з 22:00 до 4:00. Регіони Кабул, Нангархар і Панджшер не підпадали під обмеження.

### Серпень
На початок серпня таліби утримували 200 із 417 районних центрів країни. При цьому, в інших районах країни також відзначалася їхня постійна присутність. Південні провінції втратили чотири телеканали й кілька радіостанцій через постійні атаки бойовиків на інфраструктуру.
Після окупації сільської місцевості, таліби почали облогу великих міст. Їхні ватажки погрожували вбити президента Ашрафа Гані, заявивши, що «його час минув».
3 серпня загін талібів на шахід-мобілі проник до «Зеленої зони» Кабула й атакував резиденцію міністра оборони Бісмілля Хана. Всіх нападників було вбито, двоє охоронців міністра отримали поранення. Від теракту постраждали в основному перехожі.
28 серпня бойовиками було вбито відомого народного співака Афганістану Фавада Андарабі, що на думку талібів порушував закон про заборону музики у країні.

#### Завоювання великих міст
7 серпня під натиском талібів впали перші значні міста: Шібірган і Зарандж. За кілька годин було окуповано Кундуз, Сарі-Пуль і Талукан. Західні країни закликали громадян покинути Афганістан через небезпеку.
14 серпня таліби захопили сім столиць провінцій: Гардез, Шарана, Асадабад, Меймене, Мехтарлам, Нілі і Мазарі-Шариф, четверте за величиною місто в Афганістані. Два афганські воєначальники, а саме Дустум і Атта Мухаммед Нур, втекли до Узбекистану.

Пізніше Талібан увійшов до Майданшахру, центру провінції Вардак. Терористи оточили Кабул, а афганська національна армія була дезорієнтованою після швидкої поразки по всій країні.

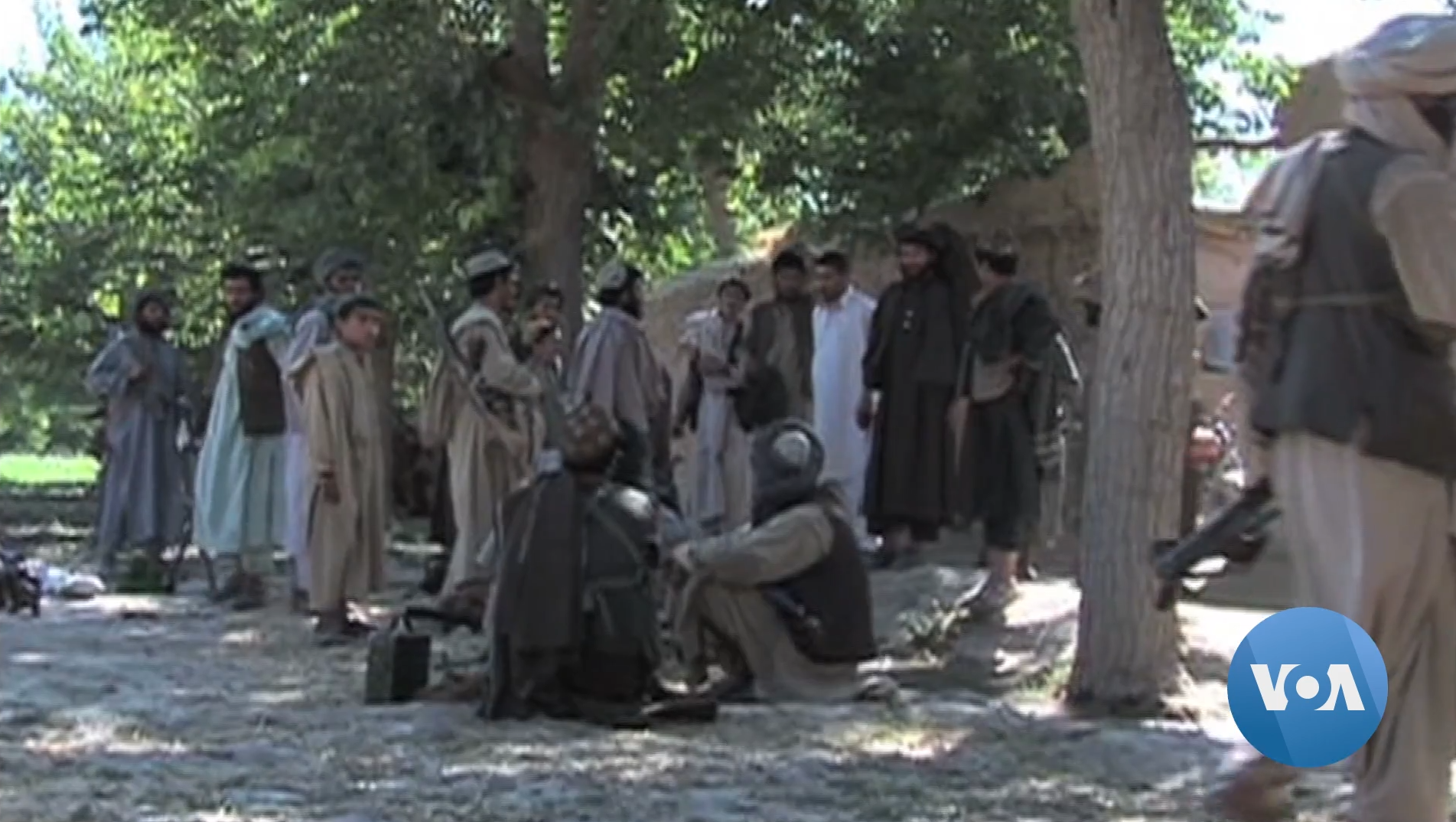
Бойовики «Талібану» відпочивають у селі

15 серпня таліби безперешкодно увійшли до Джелалабаду, столиці провінції Нангархар, що став останнім захопленим провінційним містом. Кабул на той момент лишався останнім великим містом під контролем афганського уряду.

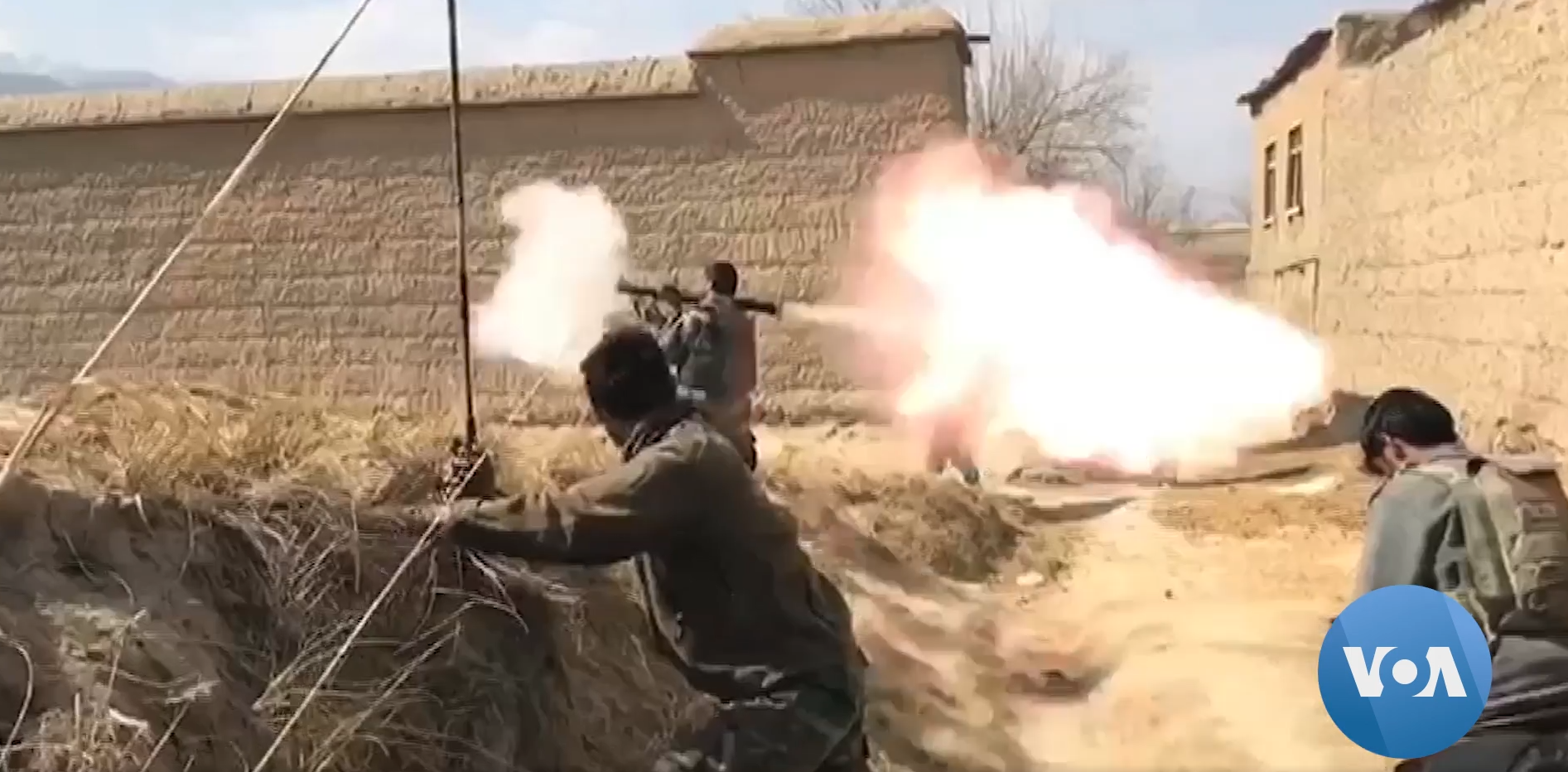
Афганська національна армія в бою з талібами

### Взяття Кабула й подальші події
15 серпня таліби взяли під контроль всі прикордонні переходи Афганістану. Бойовики почали наступ на Кабул. Зранку на півдні й півночі столиці між афганською армією й талібами йшли бої. В адміністрації президента Афганістану повідомили, що обстановка в столиці під контролем, хоча в місті й чути стрілянину.
Вдень уряд Афганістану заявив про «мирну передачу влади» Талібану. Президент Афганістану разом із більшістю топ-чиновників виїхав з країни. Центром опору талібам став Панджшер.
О 13:00 Талібан оголосив, що повністю контролює територію держави, а бої в Кабулі не ведуться. Пізніше стало відомо, що Талібан повністю оточив столицю і готується увійти до міського аеропорту. МВС Афганістану повідомило, що президент Гані відмовився від посади, тож незабаром буде сформований уряд на чолі з талібами.
15 серпня військові США призупинили евакуаційні рейси з летовища Кабула через скупчення людей на злітно-посадовій смузі, але увечері 16 серпня польоти було відновлено.
16 серпня заступник міністра МЗС України Євген Єнін повідомив, що 74 українці хочуть повернутися до України з Афганістану.
Станом на 17 серпня у Кабулі діяли посольства трьох країн: Пакистану, КНР та РФ. Дипломатичні представники Індонезії заявляли, що збережуть невелику дипломатичну місію, але врешті також евакуювали своє посольство. Того ж дня таліби оголосили амністію для колишніх державних службовців та закликали повернутися їх до роботи у державних установах.
Єдиною провінцією країни, не зайнятою Талібаном залишився Панджшер. Для організації спротиву окупації туди прибув син легендарного польового командира Шаха Масуда Ахмад та колишній перший віцепрезидент Афганістану Амрулла Салех, що взяв на себе обов'язки президента після втечі Гафані. У провінції Панджшер розташовано 20 військових баз, населення становить 150 тис. осіб, 99 % яких є етнічними таджиками, столицею провінції є місто Базарак.
18 серпня в провінції Нангархар таліби відкрили вогонь по мітингувальниках, що виступали за підтримку національного афганського прапора. В результаті загинуло двоє людей, 10 постраждали.
26 серпня таліби помістили під домашній арешт колишнього президента Хаміда Карзая та колишнього прем'єра Афганістану Абдуллу Абдуллу.

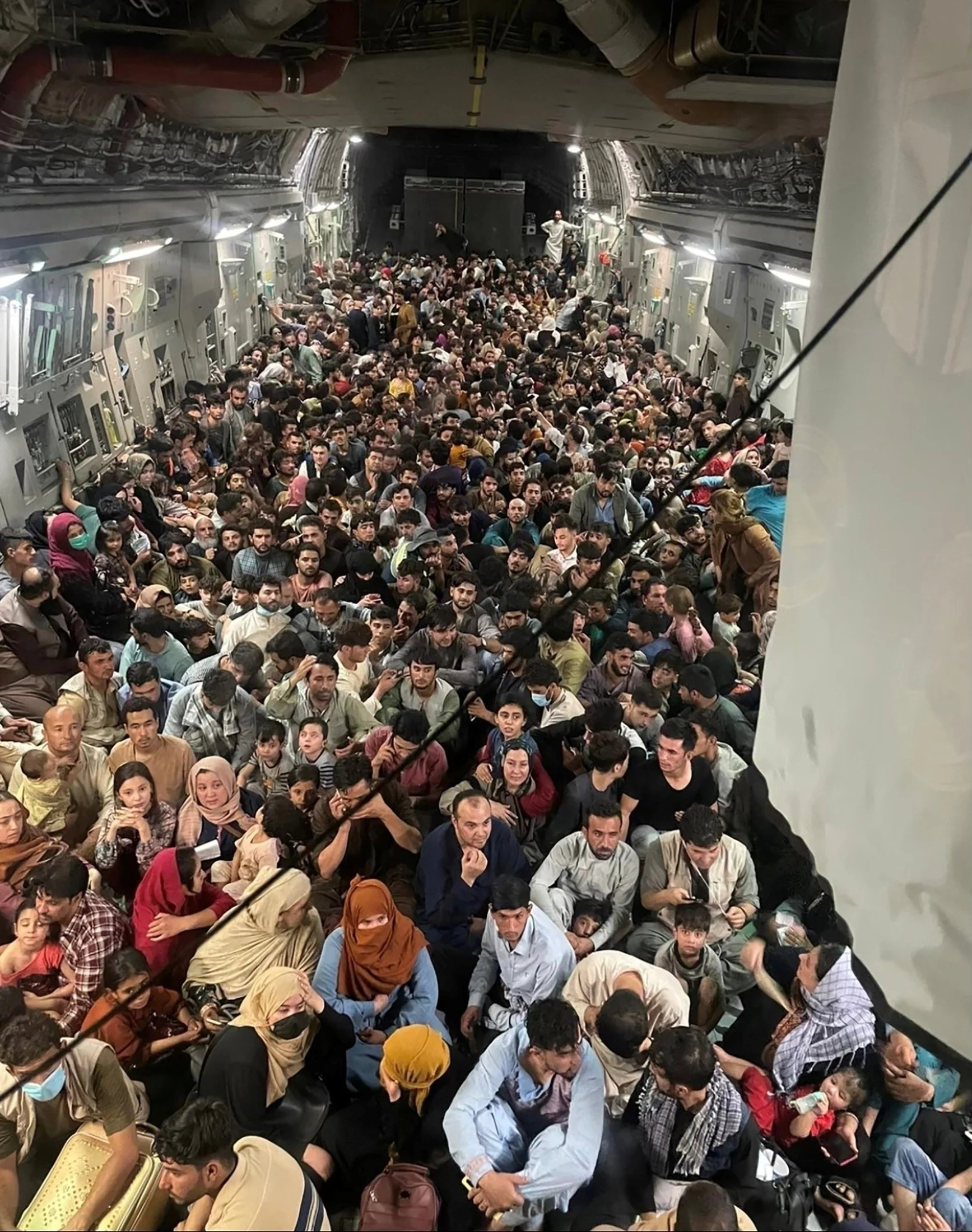
Евакуйовані афганці на борту американського літака Boeing C-17 Globemaster III під час падіння Кабула, 15 серпня 2021.

30 серпня голова командування ЗС США Кеннет Маккензі заявив про завершення операції з евакуації військових та цивільних США та їхніх союзників з Афганістану. За його даними, військові США роззброїли або привели у непридатність 73 гелікоптери, 70 бронемашин із посиленим протимінним захистом і 27 армійських позашляховиків Humvee. Цю техніку було пошкоджено через неможливість вивезти з країни.

### Вересень
Після остаточного виводу військових США з країни та закриття кабульського летовища, тисячі людей зібралися на прикордонних пунктах пропуску з Іраном та Пакистаном, намагаючись втекти з країни. Зокрема, великі скупчення почалися в місті Торкхам та Іслам-калу на кордоні з Іраном. Влада Пакистану заявила, що більше не прийматиме біженців з Афганістану, за офіційними даними, на початок вересня було прийнято 3,5 млн біженців.

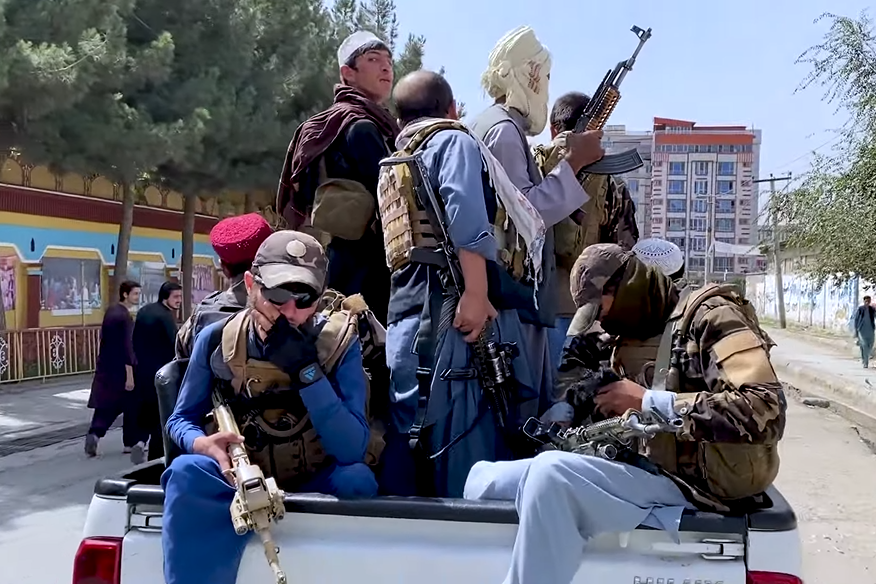
Таліби в Кабулі, 17 серпня 2021

9 вересня таліби захопили посольство Норвегії в Кабулі, знищивши колекцію вин, фільми і книги. Співробітники посольств Данії та Норвегії евакуювалися з міста за день до захоплення його талібами.
Далі таліби заборонили будь-які акції протесту, пізніше було опубліковано уточнення, що заборона стосується лише протестів, які не було дозволено новим «урядом».

## Переговори в Європі
У ніч на 23 січня делегація радикального ісламістського руху Талібан прибула до столиці Норвегії Осло. 15 представників талібів проведуть переговори із представниками Норвегії та Європейського Союзу, а також із представниками Великої Британії, Франції, Німеччини, Італії та США. Темою переговорів будуть права людини та гуманітарна допомога афганському народу.

## Див. також

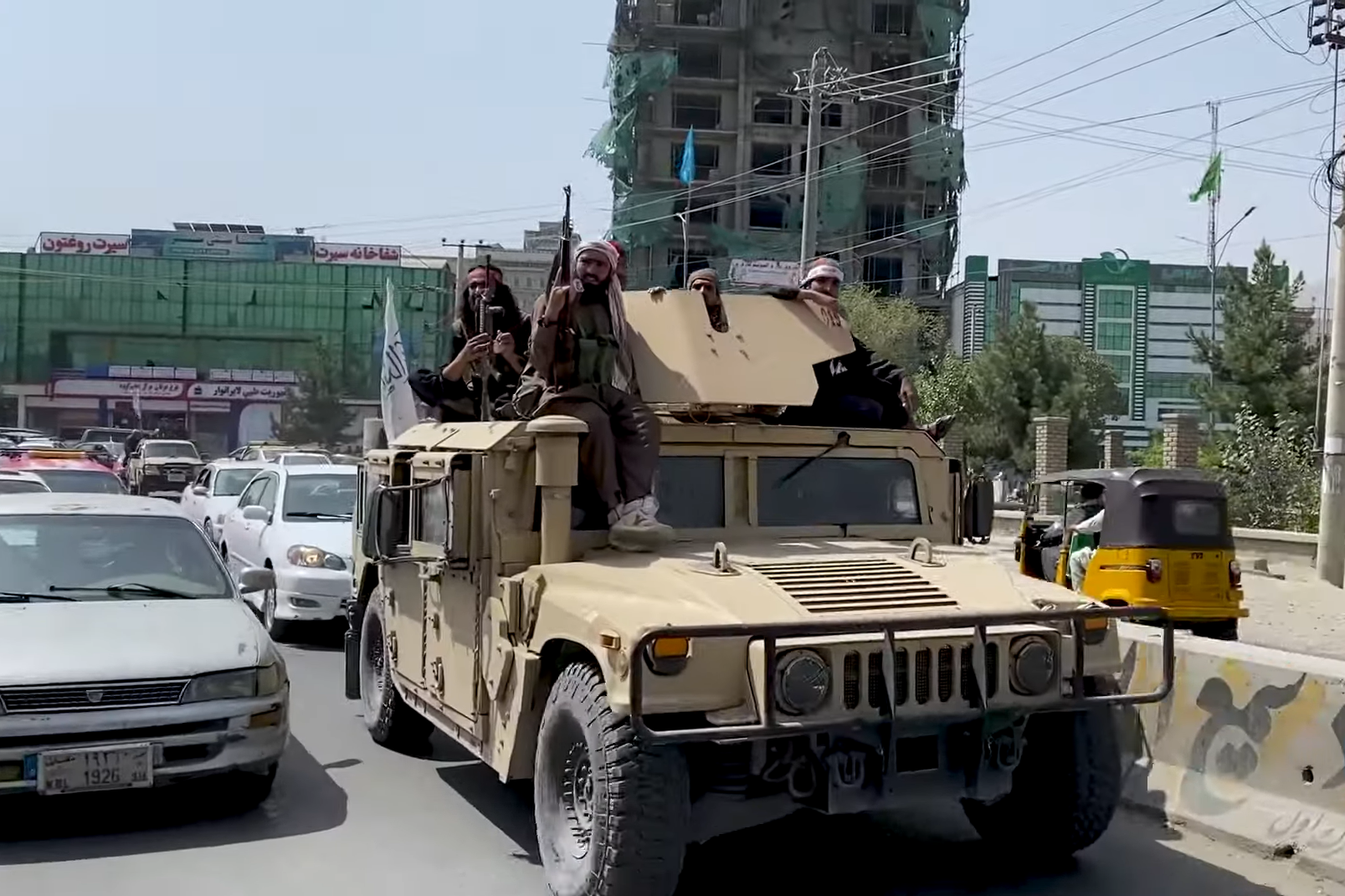
Патруль талібів на Хамві, 17 серпня 2021